# John Bauer
Pour les articles homonymes, voir Bauer.
John Bauer, né le 4 juin 1882 et décédé le 20 novembre 1918, est un illustrateur et un peintre suédois surtout connu pour une série de contes pour enfants inspirés du folklore suédois Parmi les gnomes et les trolls (Bland Tomtar och Troll), éditée en Suède à partir de 1907.

## Biographie

### Jeunesse et éducation
John Bauer naît à Jönköping (ville située au Sud-ouest de Stockholm) de l'union de Joseph Bauer, originaire de Bavière, et d'Emma Charlotta Wadell, fille d'une famille paysanne de Rogberga, village situé près de Jönköping,.
Joseph Bauer arrive en 1863 en Suède sans le sou, et ouvre une charcuterie à Jönköping. La famille habite un appartement au-dessus du magasin jusqu'en 1881, puis elle construit une maison à Sjövik, près de Göteborg. C'est là, au bord du lac Rocksjön, que naît John en 1882 et qu'il grandit avec ses deux frères, dont il est le cadet. Il a également une sœur morte en bas âge.
Il fréquente l'école publique d'éducation supérieure de Jönköping, puis l'école technique de Jönköping, entre 1892 et 1898. À l'époque, il dessine déjà beaucoup.
À l'âge de 16 ans, il décide, avec le soutien de ses parents, d'aller faire des études d'art à Stockholm. En 1898, il est l'un des 40 candidats à l'Académie royale des arts de Suède mais, bien que très doué, il ne peut y entrer car il n'a pas l'âge requis. Il passe deux ans à l'école du peintre Kaleb Ahltins. En 1900, il entre enfin à l'Académie : l'un des trois étudiants acceptés cette année-là. Il y apprend l'illustration traditionnelle, l'étude de plantes, les costumes médiévaux et le croquis. Toutes ces matières lui seront utiles dans ses travaux ultérieurs sur les sagas d'inspiration folklorique suédoise.
Durant ces années à l'Académie, il reçoit ses premières commandes pour l'illustration de magazines, tels que Söndags-Nisse et Snöflingan ; de livres comme De gyllene böckerna, Ljungars saga et Länge, länge sedan,. En 1904, il voyage en Laponie,  et réalise des peintures pour un nouveau livre sur la culture de la région, ses paysages sauvages et exotiques. Il quitte l'Académie fin 1905 et inscrit « Artiste » sur sa carte de visite.

### Séjour en Laponie
Avec la découverte, au début du XXe siècle, d'importants gisements de minerai de fer dans le nord de la Suède, la Laponie s’industrialise : les paysages se transforment et la culture sami est menacée.
C´est dans ce contexte que Carl Adam Victor Lundholm décide de publier un livre illustré sur cette contrée, intitulé La Laponie, grand territoire suédois du futur (Lappland, det stora svenska framtidslandet). Il engage des illustrateurs suédois célèbres, tels Karl Tirén ou Alfred Thörne pour l'illustrer. Lundholm veut tester les capacités du jeune Bauer en lui proposant de réaliser quelques illustrations sur le peuple Sami de Skansen.
Bien qu´un peu réticent pour ce test, Bauer part le 15 juillet 1904 pour la Laponie, il y séjourne un mois. Habitué aux forêts sombres et denses du Småland, il est fasciné par les larges panoramas et les paysages colorés de Laponie. Ses rencontres avec des Samis et la découverte de leur culture sont une source d´inspiration importante pour ses travaux ultérieurs. Pendant son séjour, il réalise photographies et croquis annotés des costumes, outils et objets qu´il y voit, mais il a des difficultés à approcher les Samis à cause de leur timidité. Il prend des notes sur dans un journal et les relate à sa famille et à ses amis.
Le livre sur la Laponie est publié en 1908, il contient onze aquarelles réalisées à Stockholm presque 18 mois après sa visite dans le nord, en utilisant les photos et croquis rapportés de son séjour. Ceux-ci lui inspirent aussi des dessins et des peintures : des interprétations romantiques, mais Bauer parvient à restituer les ambiances des goahtis (huttes sami) ainsi que la richesse des costumes et de l´artisanat des Samis. Leurs couteaux recourbés, leurs chaussures, leurs lances, leurs récipients et leurs ceintures deviennent plus tard des éléments importants de l´accoutrement des trolls de Bauer. Sa documentation détaillée, méticuleusement accumulée pendant de son séjour en Laponie, est aujourd'hui encore un matériel ethnographique important pour la région.

### Vie privée et mariage

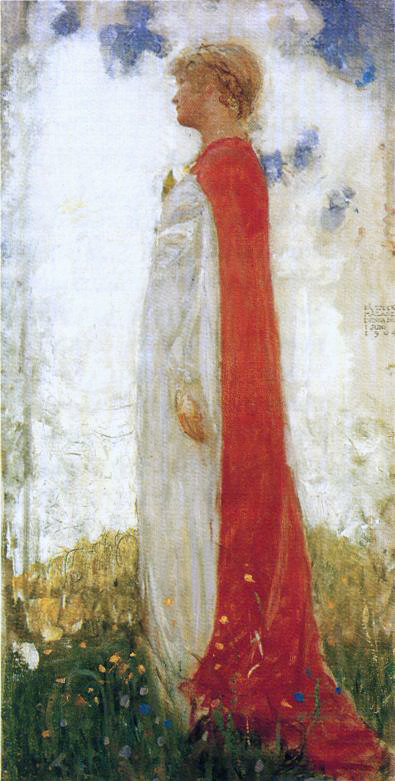
Sagoprinsessan (La fée princesse), 1905, peinture à l'huile.

John Bauer rencontre Ester Ellqvist à l'Académie Royale des Arts de Suède. Elle étudie dans le département réservé aux filles où l'enseignement prodigué est différent de celui des garçons. Ellqvist est talentueuse et ambitieuse, mais ne bénéficie pas des mêmes ouvertures professionnelles que ses camarades masculins.
Bauer la courtise dès 1903, mais ils se voient rarement. Ils échangent des courriers, partageant leurs rêves, leurs aspirations et leurs doutes. Ester devient sa muse : il la peint pour la première fois dans La fée princesse (Sagoprinsessan) . En 1904, il en réalise des croquis lui servant de base à une huile l'année suivante. Il la représente en walkyrie, éclairée et inaccessible. La peinture est présentée lors de la première exposition de Bauer à l'Académie Valand de Göteborg en 1905, puis en 1906 à Norrköping, où elle est vendue à un collectionneur privé. On peut la voir aujourd'hui au Jönköpings Läns Museum. Bauer se plait à l'imaginer dans un cottage romantique au milieu des bois dans lesquels lui se promènerait à la recherche de l'inspiration.
Cependant Ester Ellqvist (qui a grandi à Stockholm), est enjouée, et aime la vie sociale en ville. Elle souhaite s'installer dans un cadre urbain confortable et avoir des enfants. Bauer n'étant pas encore un artiste reconnu, il ne peut subvenir aux besoins d'une famille (il ne pourra jamais se passer complètement du soutien financier de ses parents). Il demande Ester Ellqvist en mariage sans avoir consulté ces derniers, lesquels auraient préféré qu'il attende d'être vraiment établi et indépendant financièrement avant de se marier.

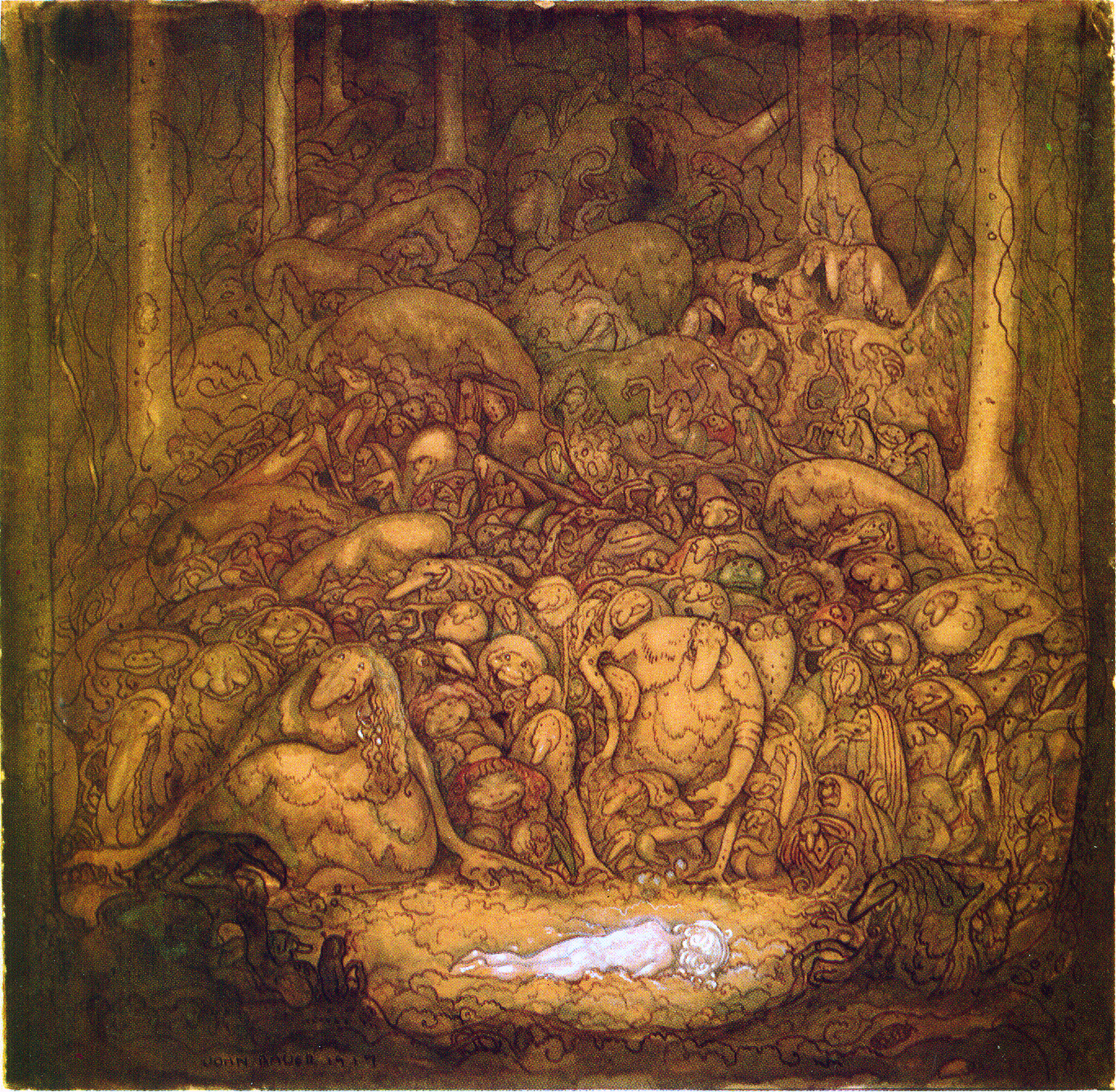
Rottrollen (les trolls-racine), 1917.

Le 18 décembre 1906, John Bauer épouse Ester Ellqvist. On ne connaît pas grand-chose des premières années de leur vie commune. Bauer réalise des illustrations pour des couvertures de magazines, comme Hvar 8 Dag, et il travaille à Parmi les gnomes et les trolls (Bland tomtar och troll),. 
En 1908, le couple voyage en Italie. À leur retour, ils s'installent à la Villa Björkudden sur les rives du lac Bunn près de Gränna. Ils achètent cette maison en 1914. Il leur naît un fils, Bengt (qu'il surnomme Putte). C'est une période joyeuse et harmonieuse pour le couple.
En 1915, Bauer achève Parmi les gnomes et les trolls. Il souhaite se consacrer aux décors de théâtre et à l'art de la fresque. Il expose ses peintures et s'essaye au modernisme. Sa vie conjugale se détériore. Bauer est souvent absent et Ester se retrouve seule à la maison. Le couple ne dispose plus des revenus réguliers qu'apportaient les illustrations de contes. En 1918, Bauer évoque l'idée d'un divorce dans une lettre à sa femme,. Il fait de moins en moins appel à elle comme modèle pour ses créations.
Depuis la naissance de leur fils, il intègre des enfants dans ses compositions. La peinture Les Trolls-racine (Rottrollen) réalisée en 1917, représente leur fils dormant au milieu de la forêt, entouré de trolls en forme de racines.

### Séjour en Italie

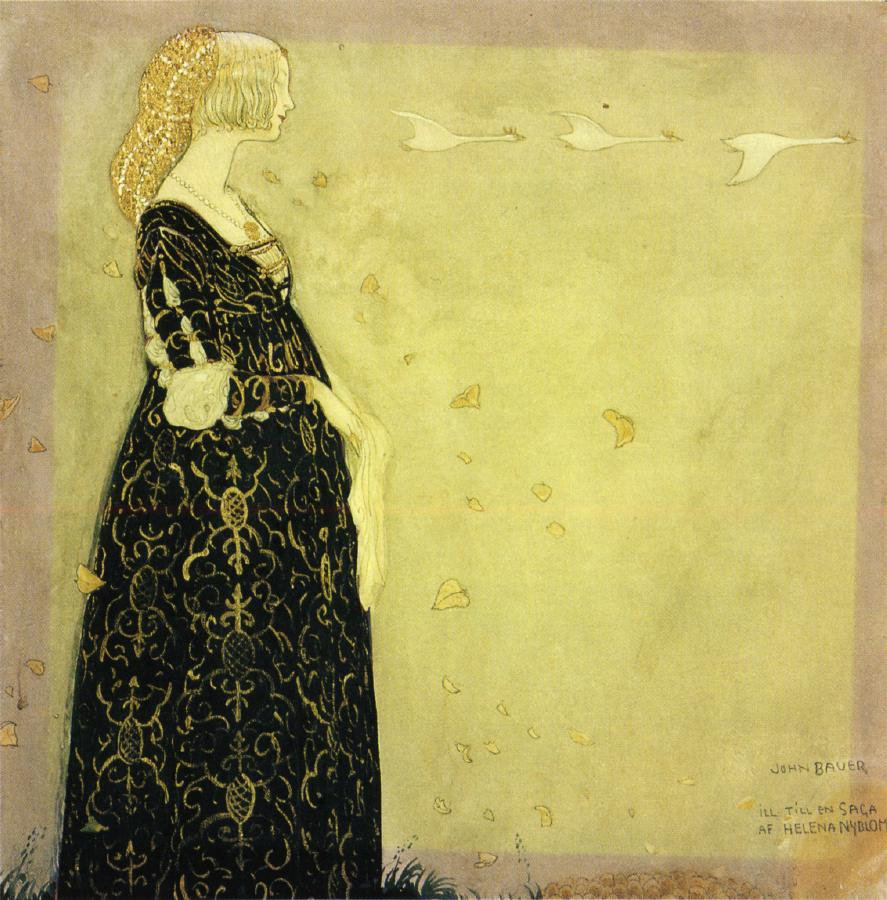
Svanhamnen (la jeune fille aux cygnes), 1908

En 1918, Bauer et sa femme séjournent en Italie. Ils passent par l´Allemagne, où il souhaite revoir les villages médiévaux allemands qui l'ont émerveillé lors d'un séjour avec son père en 1902. En Italie, le couple visite Vérone, Florence, Sienne puis passe deux mois à Volterra. Ils se rendent ensuite à Naples et à Capri puis passent l´hiver à Rome.
Durant leur voyage, ils étudient l´art italien et visitent des églises et divers monuments. Le soir, ils vont dans de petites tavernes pour s´imprégner de l'ambiance du pays,. Des croquis, des études d´objets d´art de la Renaissance seront réutilisées dans ses illustrations. Un portrait signé de Botticelli aurait servi de modèle pour La jeune Fille aux Cygnes (Svanhamnen). Bauer s´intéresse aux fresques italiennes : les œuvres de Piero della Francesca lui inspireront sa fresque Saint Martin (Den helige Martin). Il déborde d´enthousiasme face aux œuvres qu´il étudie. Mais d'un autre côté le mal du pays le gagne, la sérénité des forêts suédoises lui manque. Cette nostalgie lui inspire ses plus belles images hivernales : il peint la neige blanche, les bois sombres et le ciel illuminé de minuscules étoiles.
Un meurtre est commis dans l´immeuble où ils se trouvent à Rome, John est interrogé par la police. Ils décident de rentrer en Suède.

### Mort sur le lac Vättern

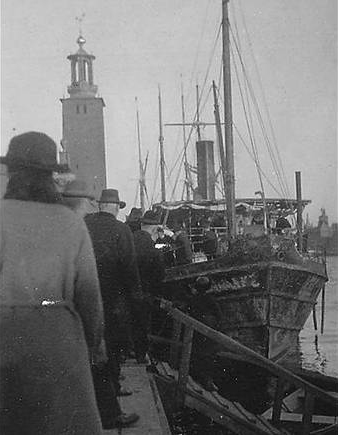
L'épave du Per Brahe après son remorquage en 1922.

Le couple et leur fils Bengt âgé de deux ans se rendent vers leur nouvelle maison à Stockholm, où Bauer espère trouver un renouveau spirituel et une nouvelle vie pour sa famille. Il décide de prendre un bateau à vapeur.
Dans la nuit du 19 novembre 1918, le Per Brahe quitte Gränna chargé de socs de charrue, de machines à coudre, de barriques et de réchauds en fonte, les deux tiers de ses marchandises sont posés sur le pont faute de place dans la cale. Le bateau est pris dans une tempête, une partie de la marchandise tombe à l'eau tandis que le reste déstabilise le navire et le fait chavirer. Les 24 passagers, dont la famille Bauer, trouvent la mort dans ce naufrage.
L'épave est retrouvée le 22 novembre 1918, elle est renflouée puis remorquée en 1922. L'affaire fait grand bruit. 20 000 personnes environ viennent assister au tractage. Des reportages montrant l'épave sont diffusés dans les cinémas.
Afin de financer l'opération de remorquage, on organise un tour macabre de l'épave dans le pays, elle est présentée de ville en ville.
Les journaux, exploitant les superstitions de la population, lancent l'idée que ce sont les créatures mythiques de la forêt représentées par Bauer dans ses contes, qui ont fait couler le bateau pour s'emparer de son corps. On se réfère au conte Agneta et le roi de la mer (Agneta och sjökungen), dans lequel le roi de la mer attire une jeune fille dans les abysses. Le 18 août 1922, la famille Bauer est enterrée au cimetière Östra à Jönköping (carré 04 emplacement 06).

### Bauer, l'homme
Bauer ne cesse de douter de lui. Il reçoit les louanges pour ses illustrations de trolls et de princesses comme « un tapotement amical sur la tête pour avoir réalisé des images amusantes pour les enfants ». 
Il souhaite s'adonner à « l'Art véritable » en réalisant de grands tableaux à l'huile, mais il a besoin des revenus que lui assurent ses illustrations. Cet artiste, en proie au doute, est aux antipodes de l'image publique (forgée grâce à ses autoportraits) où il apparaît sûr de lui, plein d´autodérision vis-à-vis de sa relation avec les trolls et les gnomes.

## Carrière

### Les motifs

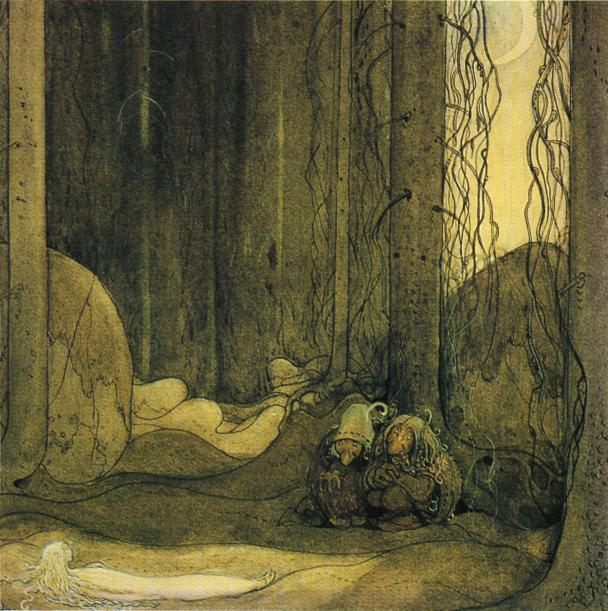
"Lorsqu´elle se réveilla à nouveau, elle était allongée sur la mousse dans la forêt", dans L´enfant échangé, 1913

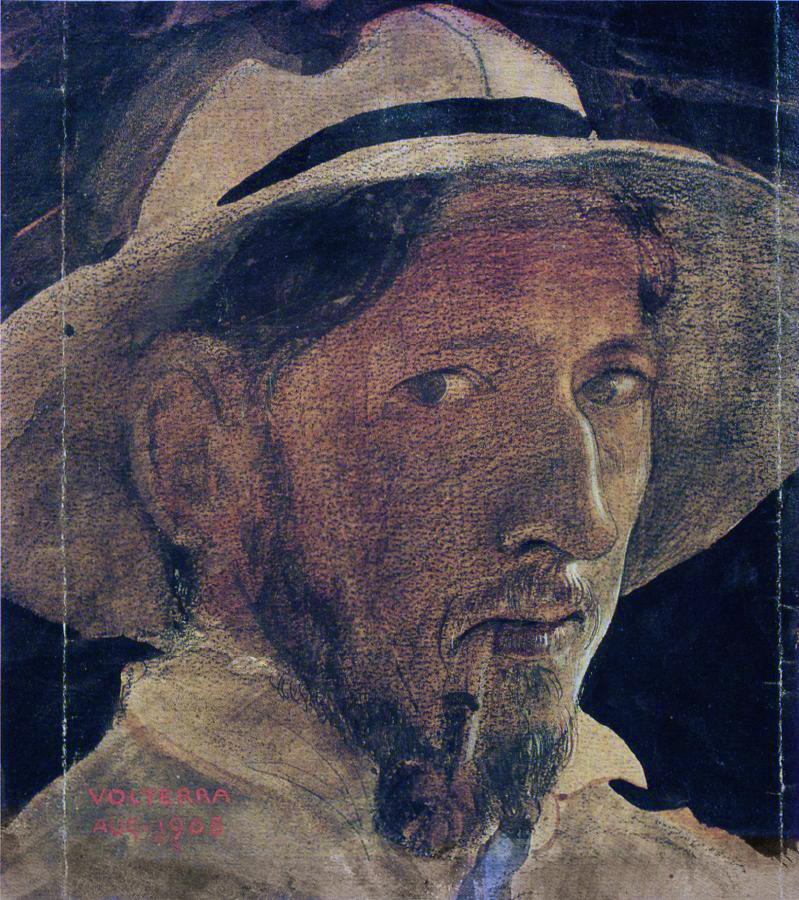
John Bauer, autoportrait, 1908

Le sujet préféré de Bauer est la nature suédoise, les forêts denses où les rayons du Soleil transpercent la canopée.
Depuis son plus jeune âge, il arpente les forêts sombres de la province de Småland et il imagine les créatures qui la peuplent. Ses peintures contiennent souvent des représentations détaillées de plantes, mousses, lichens et champignons qu'on peut trouver dans les bois de Suède. Ses illustrations les plus connues sont celles des contes Parmi les gnomes et les trolls.
Dans un article de 1953 pour le Allers Familje-journal, son ami Ove Eklund déclare que « bien que [Bauer] se contente de marmonner à ce propos et n'en parle jamais clairement », il croyait réellement à l´existence de toutes les créatures qu´il dessinait.
Eklund avait accompagné Bauer à plusieurs reprises lors de ses promenades à travers les forêts proches du lac Vättern, et les descriptions que faisait Bauer des choses à l'existence desquelles il croyait donnaient à Eklund l'impression qu'il les voyait aussi.

Ove Eklund à propos de John Bauer: 

« Oui, il était comme ça John Bauer, avec son éternelle pipe marron collée au coin de sa bouche. De temps en temps il laissait s´échapper un petit nuage de fumée de troll marron qui montait tout droit vers les scintillements du Soleil dans l´espace bleu turquoise. Et il marmonnait quelque chose, pas toujours facile à déchiffrer, entre ses fines lèvres serrées. Mais moi qui en détenais la clé depuis de longues années, je pouvais presque tout comprendre »

### Inspiration

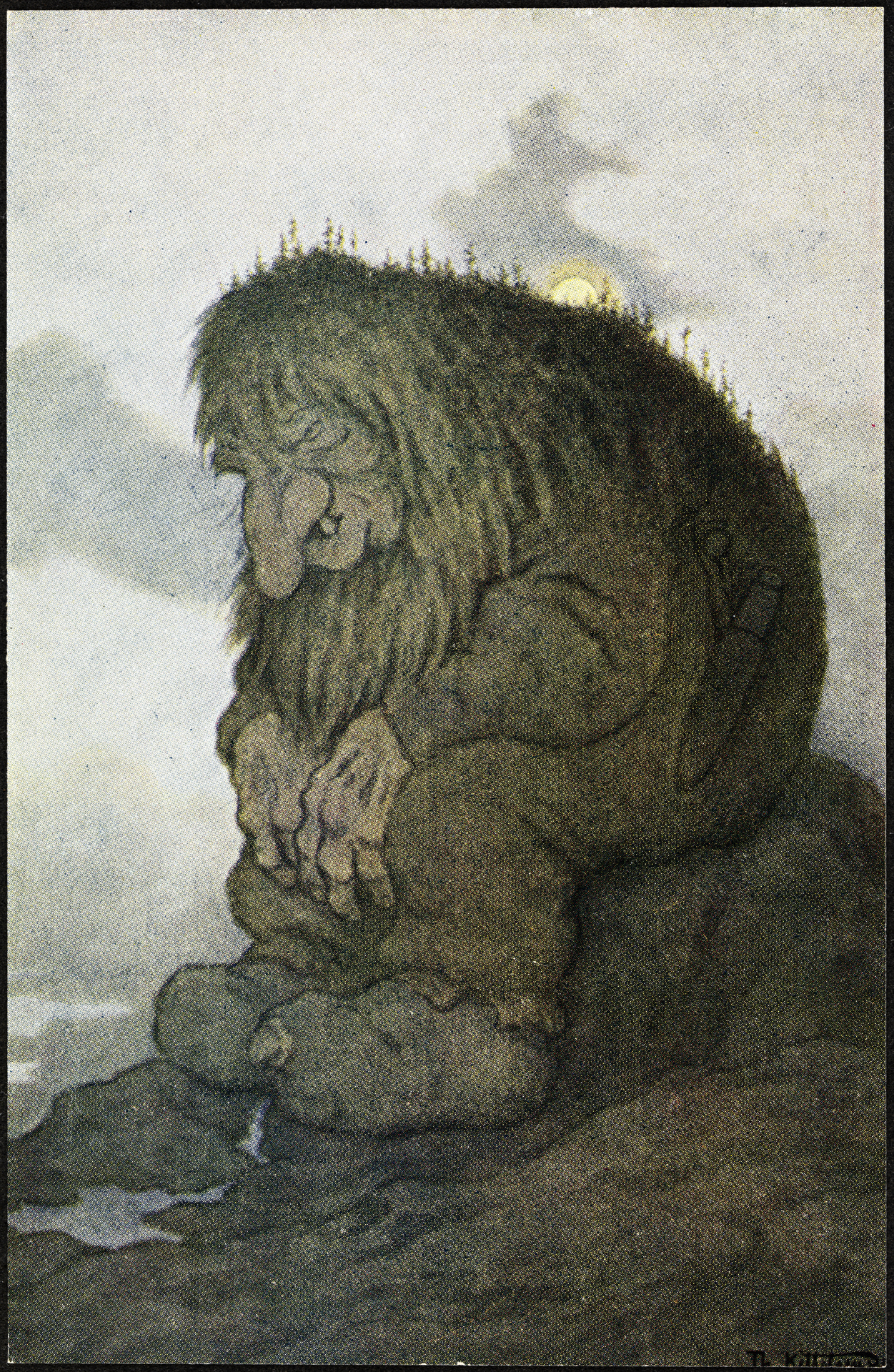
Troll méditant sur son âge, Theodor Kittelsen, 1911.

Bauer appartient à une génération de peintres suédois ayant commencé leurs carrières juste avant l'avènement du modernisme en Europe ; cependant ils sont nettement plus jeunes que les artistes qui dominent encore la scène artistique suédoise, tels que Carl Larsson ou Anders Zorn. Bauer est influencé par ces artistes, mais également par Max Klinger et d´autres illustrateurs allemands, du fait peut-être des origines germaniques de son père.
Bauer vit à une époque où le romantisme scandinave reprend à son compte le vieux norrois, langue scandinave médiévale, et il utilise des motifs et des idées issus notamment des travaux de Theodor Kittelsen et d´Erik Werenskiold. Cependant, ses œuvres finales dénotent d´un style qui lui est propre.
À la suite de son séjour en Italie, ses travaux contiennent des éléments empruntés à la Renaissance du XIVe. On retrouve dans ses illustrations de princes et princesses des motifs provenant des tapisseries des Flandres et les vêtements plissés de ses trolls ne sont pas sans rappeler les habits drapés que l´on peut voir sur les sculptures antiques romaines.

### Style
La technique picturale utilisée par Bauer est chronophage : il débute en réalisant de petites ébauches pas plus grandes qu´un timbre-poste. Il dessine ensuite une esquisse à peine plus grande mais plus fouillée. Les esquisses grandissent progressivement, incluant de plus en plus de détails, jusqu'à ce que le dessin atteigne sa taille finale.
La plupart des illustrations originales pour Parmi les gnomes et les trolls sont des images carrées de 20 à 25 centimètres de côté. Il gribouille à la main sur tous les supports, sur le dos d´enveloppes par exemple.
Il réalise aussi parfois plusieurs versions finales d´une même image, où par exemple le motif est représenté en été et en hiver. Il ne respecte pas la hiérarchie traditionnelle des matériaux et des techniques de l'époque. Il travaille indifféremment au crayon ou au fusain et réalise parfois des croquis à la peinture à l'huile.
Au début de sa carrière, Bauer doit adapter ses illustrations aux techniques d'impression existantes. L'impression couleur était peu répandue parce que coûteuse si bien que les illustrations étaient souvent imprimées en bichromie (du noir + un autre couleur, du jaune souvent). Au fur et à mesure que les techniques d´impression se sont améliorées et que ses illustrations ont gagné en succès, ses dessins ont comporté de plus en plus de tons pour être finalement imprimées entièrement en couleur.

### Peinture à l´eau
Les œuvres les plus connues de Bauer sont ses peintures à l'eau, une technique qu'il a utilisée pour ses illustrations de livres et de magazines : il use aussi bien de l'aquarelle que de la gouache. Parfois, il utilise les deux techniques, pour avoir à la fois la rapidité de l´aquarelle ainsi que le contraste et l'opacité de la gouache. Ces couleurs solubles qui sèchent rapidement lui permettent de retoucher ses images jusqu'à la dernière minute.

### Parmi les gnomes et les trolls

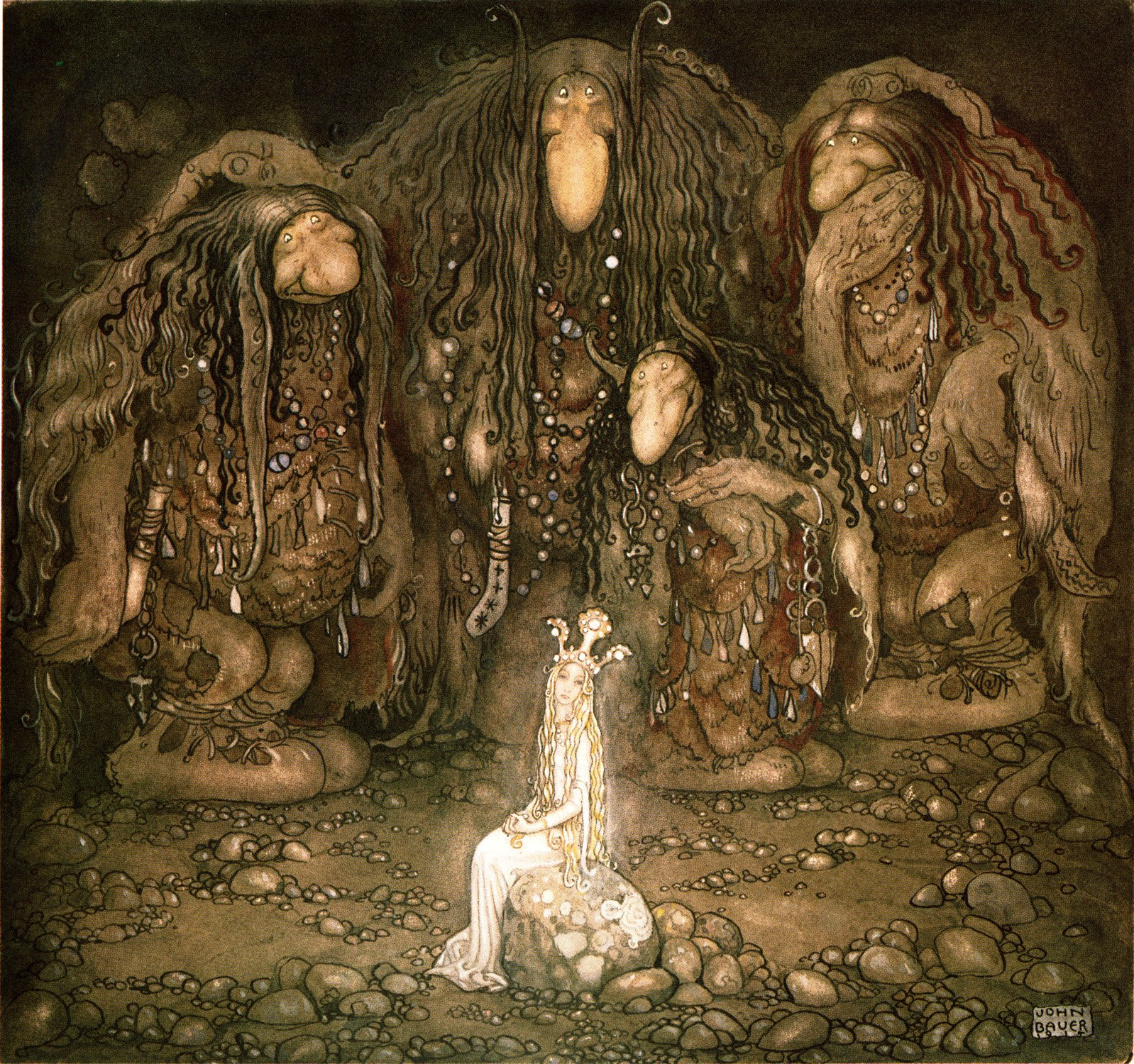
"Regarde-les", dit la maman troll, "Regarde mes fils ! Tu ne trouveras pas de plus beaux trolls de ce côté de la Lune", dans Le garçon et le troll ou l´Aventure, 1915

En 1907, la maison d'édition Åhlén & Åkerlund (aujourd´hui Bonnier) demande à Bauer d'illustrer une nouvelle série de livres, Parmi les gnomes et les trolls. Les livres doivent être publiés annuellement et contiennent des histoires d'auteurs suédois renommés. La plupart des illustrations de Bauer pour le livre sont des peintures à l'eau imprimées en pleine page. Il réalise également certaines des couvertures de livres, des vignettes et d´autres petites illustrations. Les créatures favorites de Bauer, les trolls, sont peints dans les tons de la forêt : gris, vert, marron, comme si ces êtres émanaient directement du paysage.
Dans les éditions de 1907 à 1910, les techniques d'impression disponibles alors ne permettent qu'une reproduction en noir et jaune de ses illustrations. Certains des originaux ont été peints par Bauer avec beaucoup plus de couleurs.
En 1911, lorsque l'éditeur propose à nouveau à Bauer d'illustrer les livres de la série, celui-ci exige de percevoir des droits d'auteur, (c'est-à-dire d'être payé en fonction du nombre d'exemplaires imprimés). Lors des publications précédentes, la maison d'édition avait d'une part conservé les originaux et d'autre part en avait acquis tous les droits en lui versant une somme forfaitaire. D'autres artistes faisant face au même problème soutiennent Bauer dans sa démarche. Cependant l'éditeur refuse sa requête et publie le livre sans ses illustrations mais les ventes s'avèrent décevantes.
Du coup, pour l'édition de 1912, l'éditeur accède à sa demande et il participe à nouveau à l'illustration du livre. Les techniques d´impression ayant fait des progrès, il est possible d'imprimer les images en trois couleurs : noir, jaune et bleu. Grâce à cette avancée, les impressions se rapprochent des originaux.
Dans les éditions de 1913 à 1915, les mêmes techniques d´impression sont utilisées. L'année 1913 marque l´apogée des œuvres de Bauer dans cette série de livres, et les illustrations de cette année sont parmi ses œuvres les plus reproduites. En 1914, on commence à retrouver dans ses illustrations des influences de la renaissance italienne. À l'époque, Bauer souhaitait arrêter de produire des dessins pour la série Parmi les gnomes et les trolls, mais il était lié contractuellement à l'éditeur et devait encore illustrer une édition. 1915 est l'année de sa dernière contribution à la série. Il déclare qu'il « en avait fini avec eux et qu'il souhaitait aller de l´avant ». La Première Guerre mondiale avait modifié sa vision du monde, et il ne pouvait plus la représenter comme un conte de fée.

### Tuvstarr

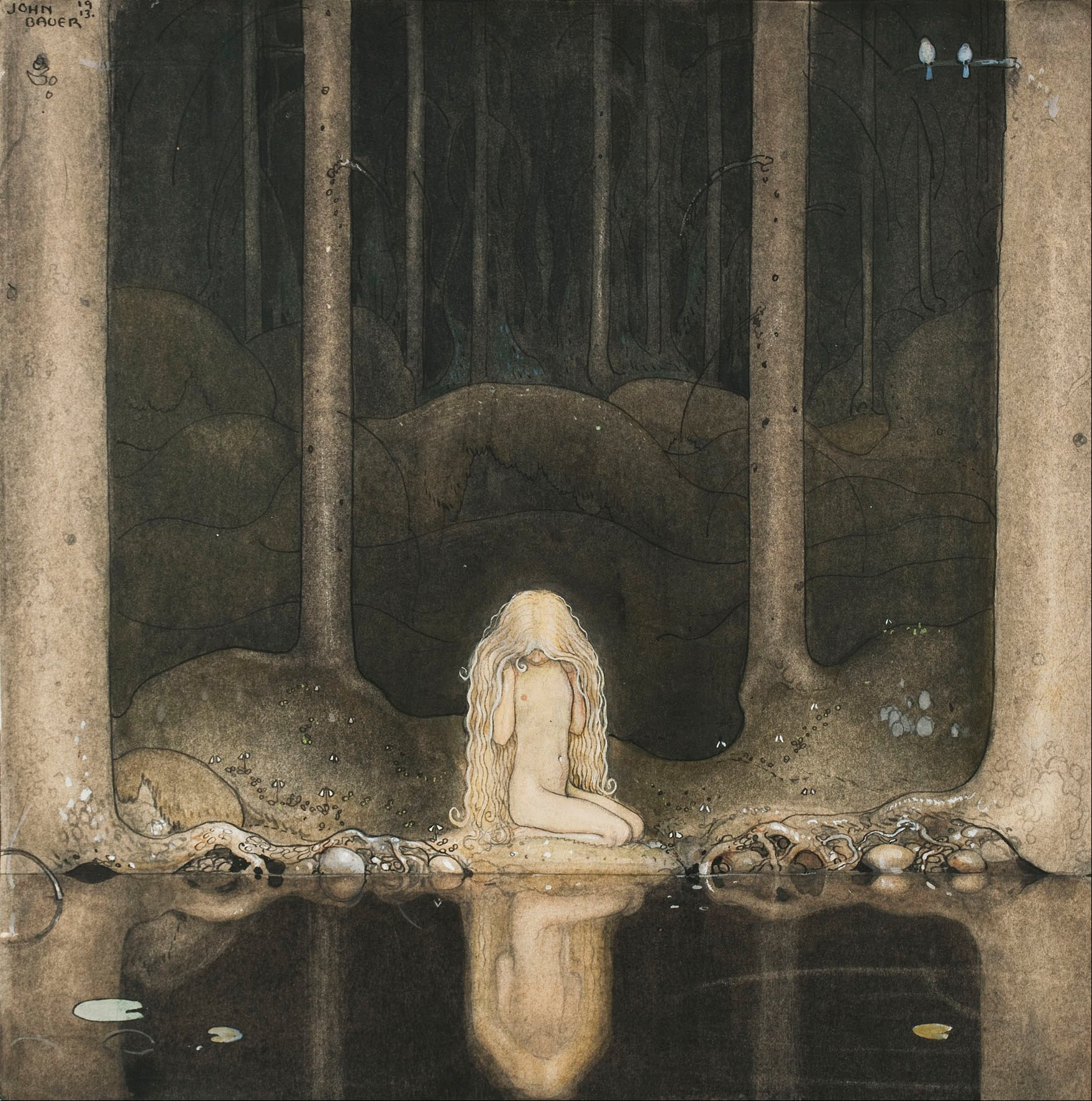
« Calme, la princesse Linaigrette est assise et fixe l´eau », 1913

Ännu sitter Tuvstarr kvar och ser ner i vattnet (en français : Calme, la princesse Linaigrette  est assise et fixe l'eau) est l'une des peintures les plus connues de Bauer, réalisée en 1913.
Jusqu'aux années 1980, les images réalisées par Bauer les plus reproduites étaient deux peintures représentant la princesse et l'élan tirés du conte Élan longues jambes et princesse Linaigrette (Sagan om älgtjuren Skutt och lilla prinsessan Tuvstarr). La première image représente la princesse montant l'élan, et la seconde est une image de l'élan veillant sur la princesse endormie. Ces illustrations étaient très utilisées dans les crèches. C'est dans ce même conte que l'on trouve l'illustration de la princesse Linaigrette assise cherchant du regard son cœur perdu dans l'eau, comme une allégorie de l´innocence perdue. Bauer a réalisé plusieurs études de ce motif,.
Dans les années 1980, l'image de la princesse « Tuvstarr » et du lac a été utilisée dans une publicité pour un shampoing. Cela a ouvert un débat en Suède sur l´utilisation des œuvres considérées comme partie intégrante de l'héritage national. En 1999, l'image est à nouveau utilisée pour une affiche : elle est détournée, les arbres sont coupés et la princesse semble pleurer leur disparition. Cette publicité, qui a été primée, a été réalisée par la société suédoise de conservation de la nature (Naturskyddsföreningen). Dans la biographie que Gunnar Lindqvist consacre à Bauer, il écrit qu'il considère que cette image est devenue trop commerciale.

### Peintures de grande taille

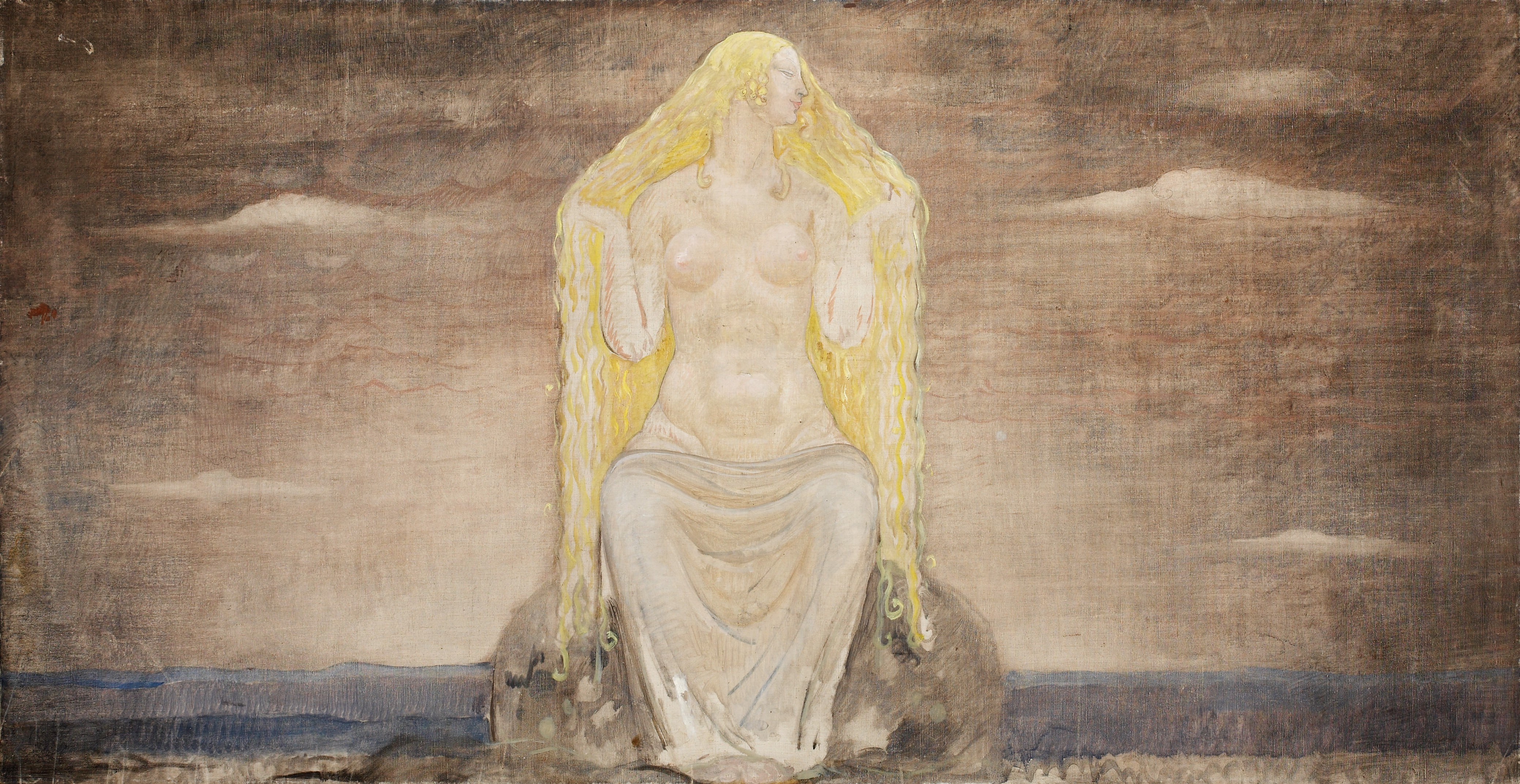
Freyja, peinture à l´huile

Durant ses années d´étude à l'Académie Royale, Bauer montre un vif intérêt pour les grandes fresques, intérêt renouvelé lors de son voyage en Italie. Une première occasion d'utiliser cette technique s'offre à lui en 1912, lorsqu'il réalise, pour la maison de son éditeur Erik Åkerlund, une fresque murale d'1,50 mètre par 1,50 mètre, qu'il intitule Vill-Vallareman. En 1913, il est sollicité pour peindre une fresque dans la loge « Odd Fellows » de Nyköping :  Saint Martin (Den helige Martin). Au même moment, le tribunal de Stockholm est en construction. Des concours sont lancés pour la décoration du bâtiment, et nombre d'artistes suédois renommés soumettent des propositions. Bauer fait plusieurs esquisses pour le projet, mais, par manque de confiance en lui, il ne soumet aucune proposition.
La dernière grande réalisation de Bauer est une peinture à l´huile pour l'auditorium de l'école pour filles de Karlskrona (Karlskrona flickläroverk) en 1917. Il s'agit de la déesse de la fertilité nordique Freyja. Pour cette peinture, son épouse Ester pose nue et Bauer la représente en femme forte, sensuelle et vigoureuse. Ses amis s'amusèrent à la qualifier de « peinture de poitrine de Mrs. Bauer ».

## Expositions
Certaines expositions de ses œuvres durant son vivant :
- 1905 Göteborg
- 1906 Norrköping
- 1911 Rome
- 1913 Munich
- 1913 Dresde
- 1913 Brighton
- 1913 Stockholm
- 1914 Malmö
- 1915 San Francisco – Bauer y reçut une médaille d'honneur[1],[83].

Certaines expositions posthumes de ses œuvres :
- 1934–45 Exposition itinérante
- 1968 Jönköpings läns museum, Jönköping
- 1973 Thielska galleriet, Stockholm
- 1981–82 Nationalmuseum, Stockholm
- 1993 Milesgården, Stockholm
- 1994 Göteborgs konstmuseum, Göteborg

## Collections
Le Jönköpings läns museum possède environ 1000 peintures, dessins et esquisses de Bauer, ce qui en fait la plus grande collection mondiale de ses œuvres. Ses réalisations sont aussi représentées au Nationalmuseum de Stockholm, au musée des beaux-arts de Göteborg et au Malmö konstmuseum.
Le John Bauer Museum d'Ebenhausen en Allemagne, est pour sa part un musée consacré à sa vie et à son œuvre.

## Galerie

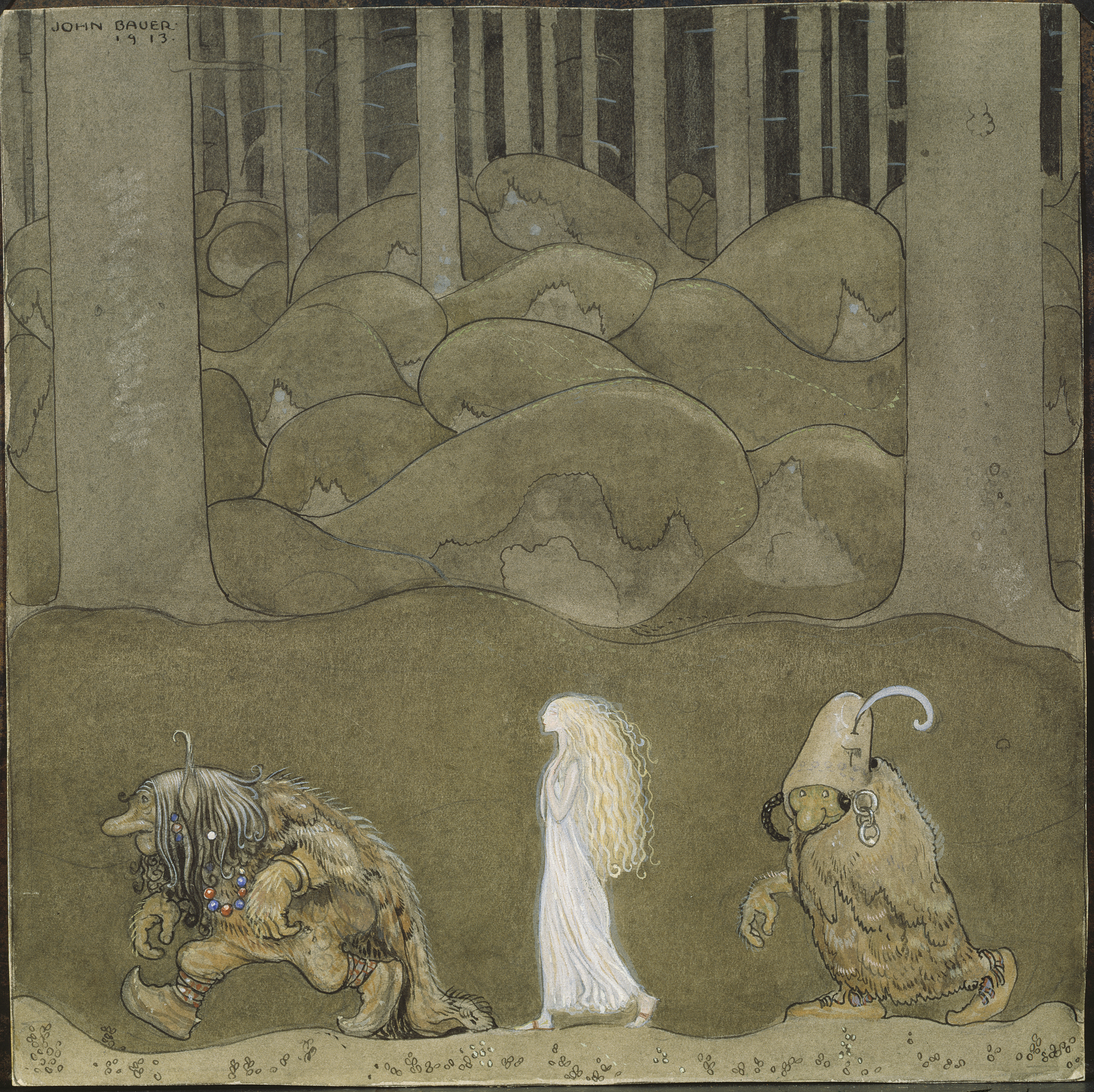
"Un soir au cœur de l'été, ils s'enfoncèrent dans la forêt avec Bianca Maria." dans L'enfant échangé, 1913
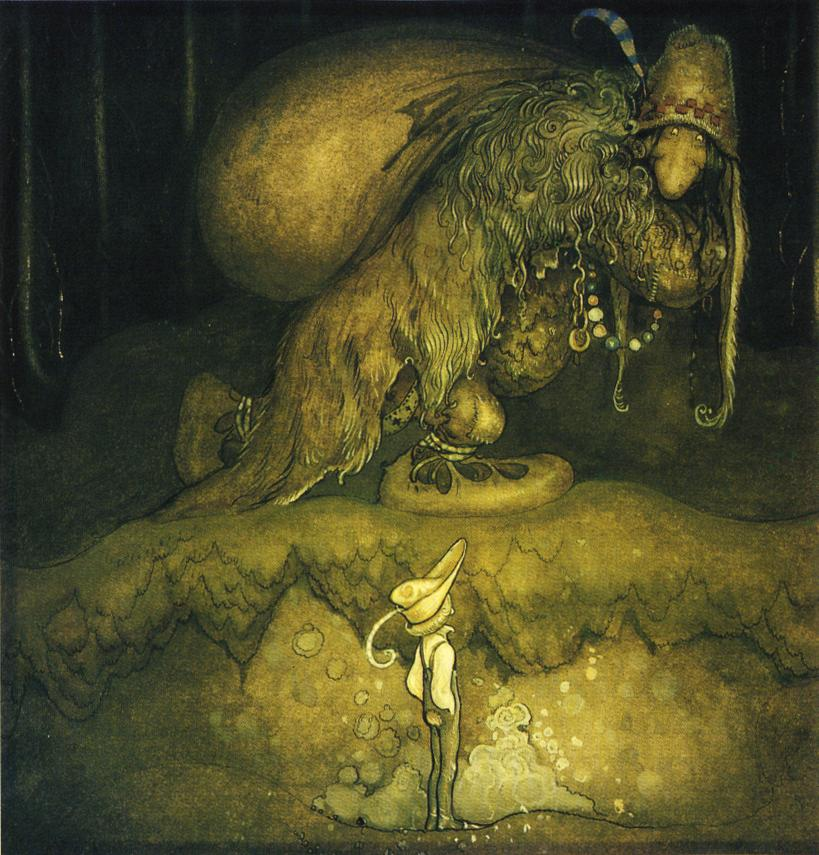
"Bonsoir vieil homme !" salua le jeune garçon dans Le garçon et les trolls ou l'Aventure, 1915
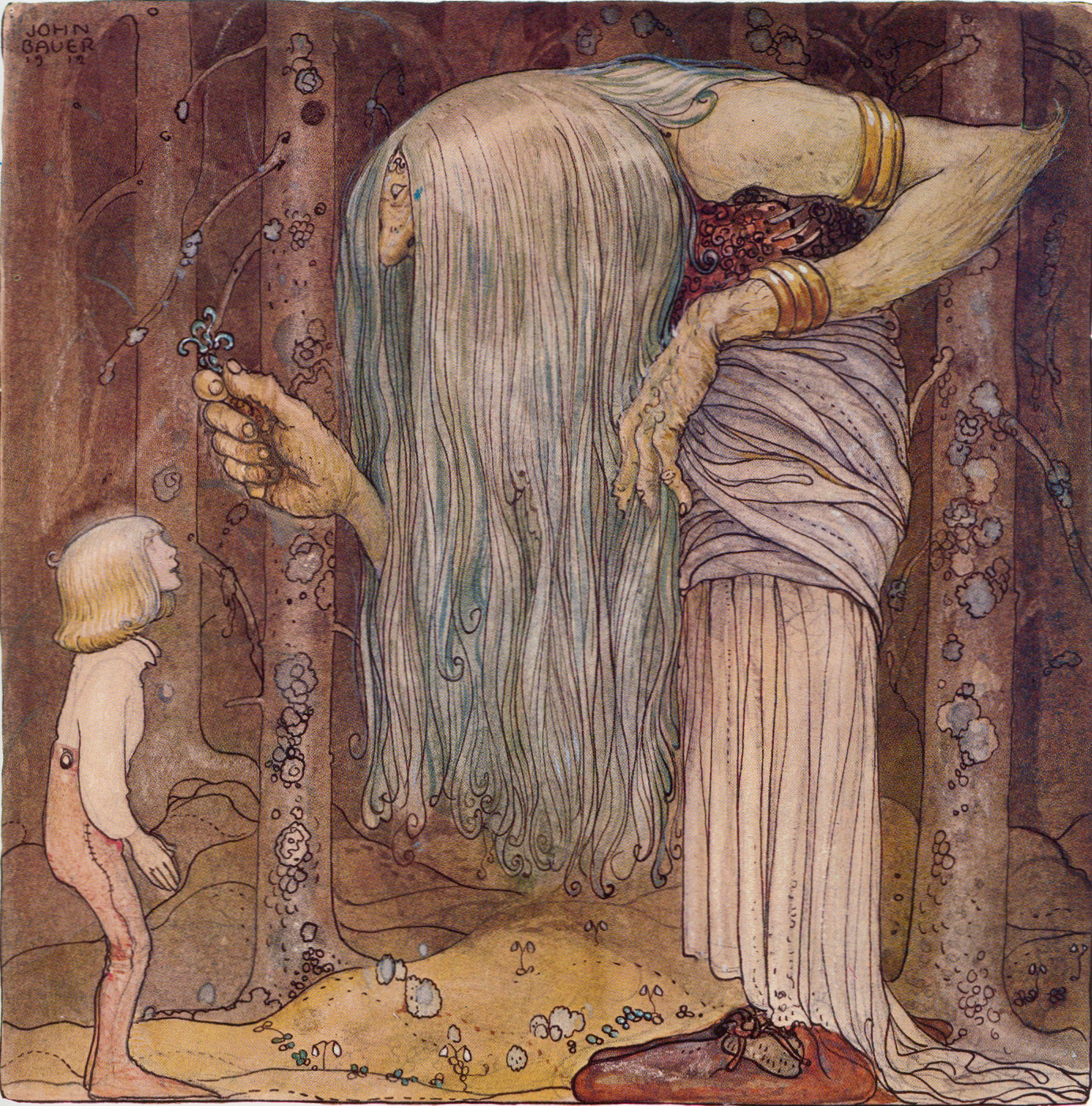
"Voici un peu d'herbe magique pour toi. Je suis la seule à pouvoir en trouver." dans Le garçon qui n'avait jamais peur, 1912
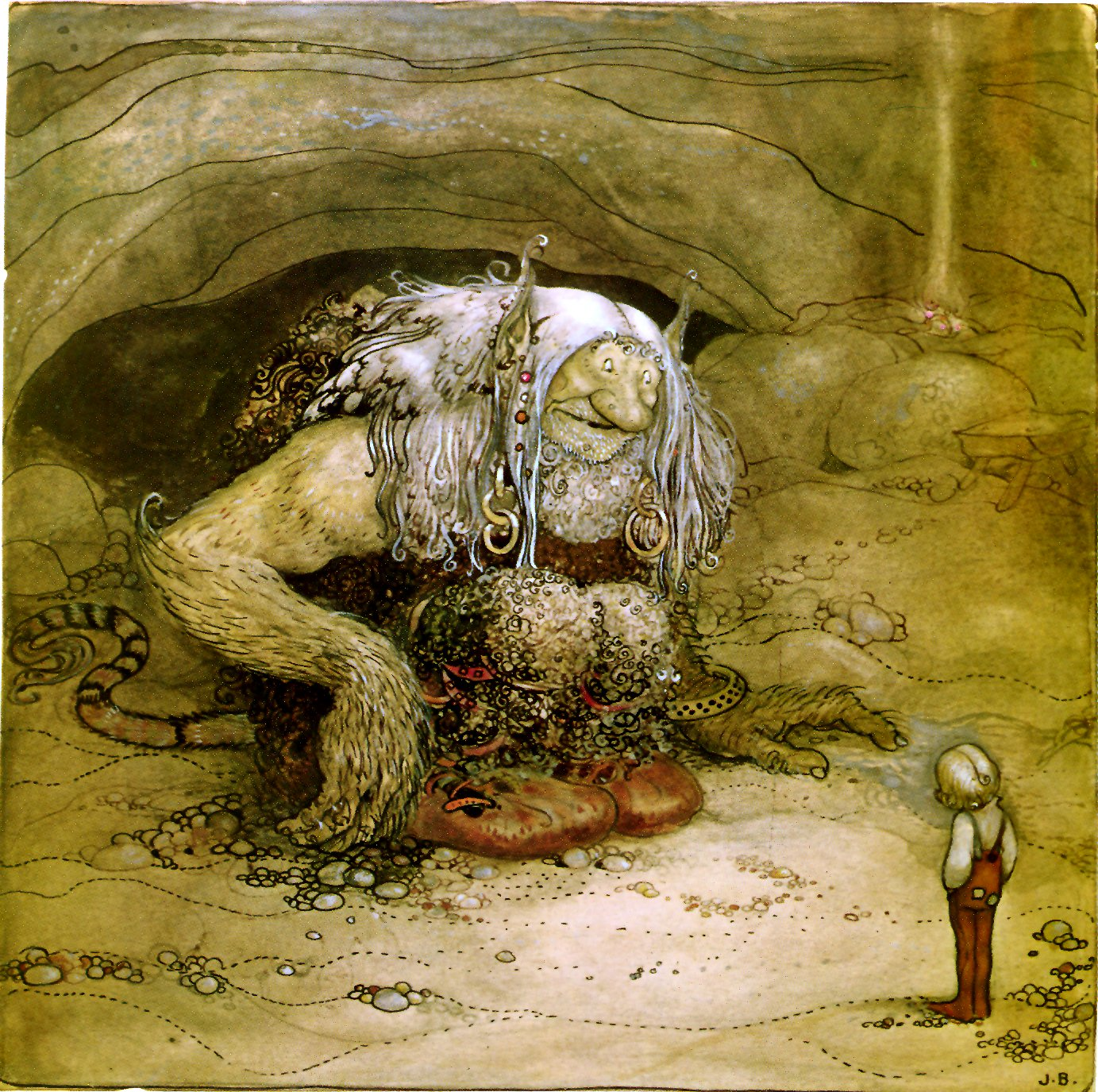
"Holala, quel petit avorton ! s'exclama le troll." dans Le garçon qui n'avait jamais peur, 1912
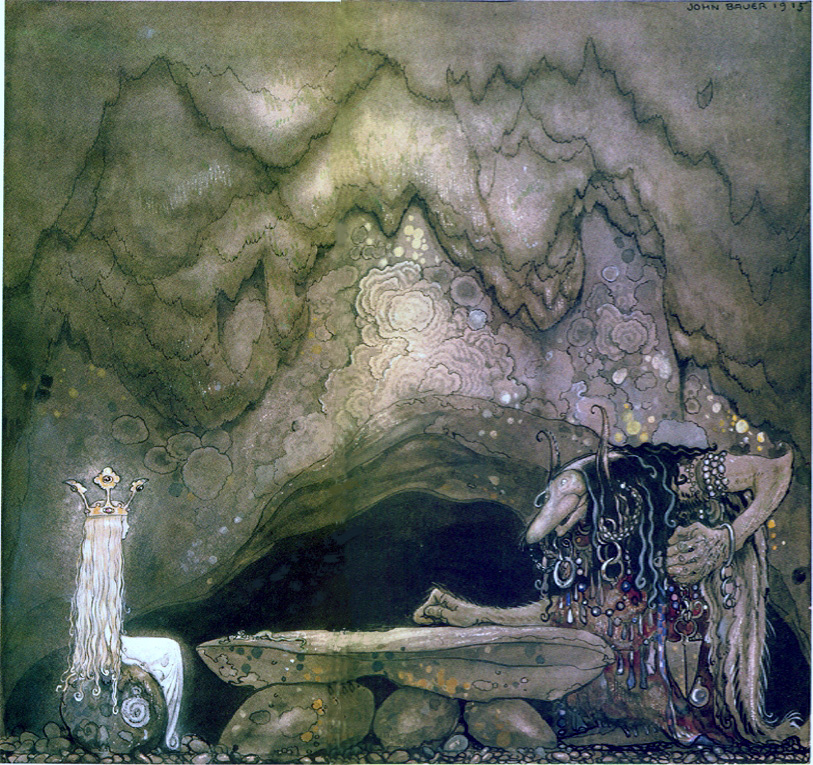
"Bon, comment va ton appétit ? poursuivit maman troll." dans Le garçon et les trolls ou l'Aventure, 1915